# Antoni Ponikowski
Antoni Ponikowski (Siedlce, 29 maggio 1878 – Varsavia, 27 dicembre 1949) è stato un politico polacco.
Ricoprì la carica di Primo Ministro dal 1921 al 1922.